# Torre de Val-Boim
A Torre de Val-Boim, também chamada de Torre de Vale Aboim ou de Pomar de Vale de Boim, localiza-se na Freguesia e no Município de Portel, Distrito de Évora, no Alentejo, em Portugal.

## Histórico
Acredita-se que foi erguida em alguma data entre o século XIV e o século XV, funcionando como um elo de comunicação entre o Castelo de Portel e Vera Cruz. Alguns autores pretendem mais, que teria se constituído em uma pequena mansão senhorial.
Considerada como Imóvel de Interesse Público pelo Decreto n° 162 de 18 de Julho de 1957, atualmente encontra-se em mãos de particulares (Herdade de Val-Boim), restando ainda de pé três das quatro paredes originais, seriamente ameaçadas de ruína.

## Características
Típica torre medieval, apresenta planta no formato quadrado, em alvenaria de pedra, com quatro pavimentos, nos quais se rasgam janelas retangulares.